# Carlow Castle
Carlow Castle (irisch Caisleán Cheatharlach) ist die Ruine eine zwischen 1207 und 1213 erbauten Burg in Carlow, Irland. Sie liegt am Ufer des River Barrow.

## Geschichte
Zwischen 1207 und 1213 erbaute vermutlich William Marshal, 1. Earl of Pembroke ein dreistöckiges, rechteckiges Gebäude aus Kalkstein, an dessen Außenmauern an jeder Ecke ein runder Wachturm angebracht wurde. Der Eingang zum Gebäude befand sich im ersten Stock auf der Nordseite. Im Inneren verband ein Treppenhaus auf der Westseite die Stockwerke. Mit dem Tod des Großneffen des 1. Earl of Pembroke fiel das Gebäude 1306 in den Besitz des Herrschers von England. Sechs Jahre später wurde es an Thomas of Brotherton, 1. Earl of Norfolk übertragen, dessen Familie es bis 1537 in Besitz hatte. In dieser Zeit wurde es zweimal kurzfristig erobert, nämlich 1494 und von Thomas FitzGerald, 10. Earl of Kildare im Jahr 1535. Nachdem das Bauwerk stark verfallen war, konfiszierte Heinrich VIII. den Besitz. 1616 kaufte Donogh O’Brien, 4. Earl of Thomond das Anwesen. Unter Oliver Cromwell wurde der Besitz verstaatlicht, wurde später aber wieder an den Earl of Thomond zurückgegeben. 1814 ging der Besitz auf einen Psychiater mit Namen Middleton über. Dieser wollte das Gebäude als psychiatrische Anstalt nutzen. Um die Räumlichkeiten im Inneren zu vergrößern, brachte er Schwarzpulver-Ladungen an den Mauern an. Bei der anschließenden Sprengung wurde das Gebäude bis auf die östliche Außenmauer mit den beiden Wachtürmen zerstört. Die Ruine ist heute als National Monument eingetragen.